# مقارنة (بحث)
‘المقارنة'، في مفهوم البحث والتحقيق العلمي والاكاديمي، تشير إلى الية مقرنة كيانات فيما بينها لاتخاذ موقف افضلية أي منهم، أو أي منهما له قيمة أكبر بناء على معطيات عددية. ويستعمل في مجالات الدراسات العلمية الافضالية، العادات، نظم التصويت، الخيارات المجتمعية، ونظم الذكاء الصناعي.
ويعد عالم القياسات المجتمعية، ل. ثورستون، أول من طور منهاج علمي لاستعمال المقارنة عام 1927 سماه «القانون الجديد للحكم في المقارنة». 

## التسمية
المقارنة هي ترجمة لمصطلح (بالإنجليزية: comparison).

## للاستزادة
- منطق
- بحث علمي
- بحث على أساس علمي
- بحث علمي تجريبي
- مناهج البحث العلمي
- مناهج النقد الحديث